# Законы философии
Законы философии в ряде философских систем — необходимая взаимосвязь между событиями, явлениями и объектами, выраженная в наиболее общей форме. Философские законы зачастую выступают в виде концентрированного содержания этих философских систем. Однако сам вопрос о существовании объективных закономерностей как таковых зависит от занимаемой философской позиции и не всегда подразумевает существование каких-либо философских законов.

## История

### В древней китайской философии
Первые философские построения, возведённые в ранг законов различными философскими школами, возникли на заре развития философии и науки вообще. Например, в древнем Китае конфуцианцы, занимающиеся проблемой государства и этикой, полагали, что судьба человека предопределяется небесами согласно принципу «жэнь». Даосы в свою очередь размышляли о Дао — основном законе природы и естественном пути вещей, приходя к заключению, что развитие происходит через противоположность и по кругу, мало завися от каких-либо субъектов. В основе многочисленных натурфилософских концепций, начиная с III века до н. э., в дополнение к учению о 5 стихиях или первоосновах — воды, огня, металла, дерева и земли, полярных силах инь и ян, представлению о ци, как о первоматерии, — появилось представление о ли, как о законе, принципе, нормативном начале, разумной творческой силе, находящемся в противоречии с ци.

### В диалектическом материализме
Энгельсом были сформулированы «три закона диалектики», которые были получены им путём интерпретации диалектики Гегеля и философских работ Маркса:
- Закон единства и борьбы противоположностей («Движение и развитие в природе, обществе и мышлении обусловлено раздвоением единого на взаимопроникающие противоположности и разрешением возникающих противоречий между ними через борьбу»[2]).
- Закон перехода количественных изменений в качественные («Развитие осуществляется путём накопления количественных изменений в предмете, что неизбежно приводит к нарушению его меры (стабильного состояния) и скачкообразному превращению в качественно новый предмет»[2]).
- Закон отрицания отрицания («Развитие идёт через постоянное отрицание противоположностей друг другом, их взаимопревращение, вследствие чего в поступательном движении происходит возврат назад, в новом повторяются черты старого»[2]).

Считается, что основным из них является закон единства и борьбы противоположностей. В отношении последнего закона можно также сказать, что преемственность развития осуществляется таким образом, что после второго последовательного отрицания старого новым новое включает в себя старое в снятом, преобразованном на другой основе виде.

## Логические законы
Логика является абстрактной наукой и начала развиваться одной из первых, являясь востребованной по мере развития языка. Аксиомы логики полагаются законами и являются основой так называемой формальной логики. К ним относятся закон достаточного основания, и закон тождества, сформулированный ещё Парменидом. У Аристотеля можно найти закон исключённого третьего, и закон противоречия.
В формальной логике производятся операции над утверждениями, осуществляется доказательство, делаются выводы и обобщения. Законы логики относятся к области мышления, операций над объектами отражённой действительности.